# Charles F. Sabel
Charles Frederick Sabel (* 1. Dezember 1947) ist ein US-amerikanischer Professor für Rechts- und Sozialwissenschaften an der Columbia University in New York.

## Leben und Werk
Sabel studierte an der Harvard University Sozialwissenschaften, wo er 1969 den Bachelor-Degree erwarb und 1978 promoviert wurde.
Er gehörte 1976 als Forschungsassistent einer Projektgruppe an in der von Jürgen Habermas geleiteten Abteilung am Max-Planck-Institut zur Erforschung der Lebensbedingungen der wissenschaftlich-technischen Welt in Starnberg und war Mitverfasser der Untersuchung Ökonomische Krisentendenzen im gegenwärtigen Kapitalismus (1978).
Von 1977 bis 1995 lehrte und forschte er am Massachusetts Institute of Technology, wo er Dozenturen und ab 1987 eine Professur für Politik- und Sozialwissenschaften innehatte. 1995 wechselte er an die Law  School der Columbia University in New York.
Seinen weit über die anglo-amerikanische Scientific Community hinausreichenden wissenschaftlichen Ruf verdankt er der gemeinsam mit Michael J. Piore verfassten Publikation The Second Industrial Divide (1984), die bereits ein Jahr später als deutsche Ausgabe unter dem Titel Das Ende der Massenproduktion erschien. Mit der These der „Requalifizierung der Arbeit“ unter den Produktionsbedingungen der „flexiblen Spezialisierung“ inspirierte das Buch die wissenschaftliche Diskussion über den Postfordismus als ein neues kapitalistisches Produktionsmodell.
1982 war er MacArthur Fellow.

## Publikationen (Auswahl)
- Gernot Müller / Ulrich Rödel / Charles Sabel / Frank Stille / Winfried Vogt: Ökonomische Krisentendenzen im gegenwärtigen Kapitalismus. Campus Verlag, Frankfurt am Main 1978.
- Charles F. Sabel: Work and Politics: The Division of Labor in Industry. Cambridge University Press, Cambridge 1982. Dt. Übersetzung: Arbeit und Politik. Verlag der Österreichischen Staatsdruckerei, Wien 1986.
- Michael J. Piore / Charles F. Sabel: The Second Industrial Divide: Possibilities for Prosperity. Basic Books, New York 1984. Dt. Übersetzung: Das Ende der Massenproduktion. Studie über die Requalifizierung der Arbeit und die Rückkehr der Ökonomie in die Gesellschaft. Wagenbach, Berlin 1985.
- mit David G. Victor: Fixing the Climate: Strategies for an Uncertain World. Princeton University Press, Princeton 2022, ISBN 978-0-691-22455-8.